# Абрехам Черкос
Абрехам Черкос Фелеке (амх. አብረሃም ቸርቆስ ፈለቀ; род. 23 сентября 1989, Асэлла, Оромия) — эфиопский легкоатлет, который специализировался на дальних дистанциях.
Он был победителем юношеского чемпионата мира 2005 года в беге на 3000 м и стал обладателем серебряной медали молодёжного чемпионата мира в следующем году в беге на 5000 метров. Он выиграл бронзовую медаль во всемирном легкоатлетическом финале 2006 года и представлял Эфиопию на чемпионате мира по легкой атлетике 2007 года. Свою первую медаль на профессиональном уровне (бронзу) он выиграл на чемпионате мира в помещении 2008 года.
Он стал победителем молодёжного чемпионата мира 2008 года, а также дебютировал на летних Олимпийских играх, заняв пятое место в беге на 5000 м на Играх 2008 года в Пекине. В 2010 году дебютировал в марафоне, приняв участие на Амстердамском марафоне, на котором занял 4-е место со временем 2:07:29.

## Карьера
Абрехам Черкос родился в Аселле, Оромия — в том же городе, что и многократный золотой медалист Хайле Гебреселассие. Черкос дебютировал на международной арене на юношеском чемпионате мира 2005 года, где выиграл титул чемпиона мира, опередив другого великого эфиопского перспективного бегуна Ибрахима Джейлана. В забеге на 3000 метров, проходившем в Марракеше, он преодолел последний км за 2:27, что показало его скорость в дистанциях. В том же году, на Атлетиссиме в Лозанне, он установил мировой рекорд среди юношей — 7:32.37 на дистанции 3000 м. 2006 год Черкос начал с победы на Carlsbad 5000, опередив ветерана-бегуна Абрахама Чебии из Кении и завершив гонку с результатом 13:14.
В 2006 году на известном легкоатлетическом стадионе «Бислетт» Абрехем пробежал 5000 метров за 12:59, заняв пятое место позади группы опытных бегунов, включая Кененису Бекеле из Эфиопии и Айзека Сонгока из Кении. Позже в этом сезоне он продолжил свое выступление менее чем за 13 минут, показав время 12:54.19 в Риме. В шестнадцать лет Абрехем бежал быстрее мирового рекорда, установленного 12 годами ранее. Он завершил сезон 2006 года с серебряной медалью на юношеском чемпионате мира 2006 года, уступив своему старшему соотечественнику Тарику Бекеле. На последнем соревновании года он победил Тарику на Всемирном легкоатлетическом финале.
Черкос смог занять третье место на чемпионате мира в помещении 2008 года в беге на 5000 метров. Позднее он занял пятое место на летних Олимпийских играх в Пекине в беге на 5000 метров.
В июле он принял участие в Giro di Castelbuono 2010 года и занял второе место, уступив Зерсенаю Тадесе, но опередил Самуэля Ванджиру и бывшего победителя Винсента Кипруто. Эта гонка оказалась хорошей подготовкой к Амстердамскому марафону в октябре, на котором занял четвёртое место, показав время 2:07:29 в своём дебютном забеге и финишировав на шесть секунд позже соотечественника Чалы Дешазе.
Черкос начал 2011 год с забега на Римском полумарафоне и занял четвёртое место с результатом 1:01:42. Его пригласили на Бостонский марафон 2011 года, где закончил забег на пятом месте со временем 2:06:13 (личный рекорд, но на трассе с попутным ветром). Его единственный выход в следующем году состоялся на Лондонском марафоне 2012 года, на котором он занял 15-е место с результатом 2:12:46. Он пропустил весь 2013 год, но вернулся в 2014 году, пробежав на Сеульском международном марафоне, на котором он занял 5-е место с результатом 2:07:08.

## Международные результаты
| Год  | Турнир                                        | Город               | Место | Дистанция | Время    |
| ---- | --------------------------------------------- | ------------------- | ----- | --------- | -------- |
| 2005 | Юношеский чемпионат мира по лёгкой атлетике   | Марракеш, Марокко   | 1-е   | 3000 м    | 8:00.90  |
| 2006 | Юношеский чемпионат мира по лёгкой атлетике   | Пекин, Китай        | 2-е   | 5000 м    | 13:35.95 |
| 2006 | Всемирный легкоатлетический финал             | Штуттгарт, Германия | 3-е   | 5000 м    | 13:49.66 |
| 2007 | Чемпионат мира по лёгкой атлетике             | Осака, Япония       | 8-е   | 5000 м    | 13:51.01 |
| 2008 | Чемпионат мира по лёгкой атлетике в помещении | Валенсия, Испания   | 3-е   | 3000 м    | 7:49.96  |
| 2008 | Юношеский чемпионат мира по лёгкой атлетике   | Быдгощ, Польша      | 1-е   | 5000 м    | 13:08.57 |
| 2008 | Летние Олимпийские игры                       | Пекин, Китай        | 5-е   | 5000 м    | 13:16.46 |